# 单色燕鳐
单色燕鳐（学名：Cypselurus unicolor），为飞鱼科燕鳐属的鱼类，俗名白鳍飞鱼。该物种的模式产地在Vanikoro岛。

## 特征
体呈纺锤形，略侧扁。吻钝，眼大，鳞片大而薄且易脱落。背部青黑，腹部银白，特征是透明的大胸鳍几长达尾柄。尾鳍下叶较上叶长。

## 分布
中、西太平洋热带海域

## 相关传说
在神话传说中，黑翅（鳍）飞鱼告诉达悟族长老：「白鳍飞鱼最先抵达兰屿，因此，你们要用银帽、珠宝迎接牠们的到来，并祭祀、祈求牠们，赐与你们族人丰收的鱼获。」白鳍飞鱼是飞鱼群中最先抵达兰屿海域的鱼种，而且牠们很喜欢亮光，但是牠和黑鳍飞鱼一样，都是属于数量较少的鱼种。